# Erich Arndt (Wirtschaftswissenschaftler)
Erich Ernst Arndt (* 13. Februar 1916 in Elbing, Westpreußen; † 29. September 1996 in Tübingen) war ein deutscher Wirtschaftswissenschaftler und Hochschullehrer.

## Wirken
Nach dem Schulbesuch in Elbing (1922 bis 1933) absolvierte Erich Arndt bis 1937 zunächst eine Ausbildung zum Bankkaufmann. Es folgte der Dienst als Berufsoffizier bei der Deutschen Wehrmacht. 1942 wurde er zur Sonderreifeprüfung beurlaubt. Anschließend studierte er zwei Semester Wirtschaftswissenschaften an der Universität Königsberg. Vom Wintersemester 1945/46 bis zum Wintersemester 1948/49 setzte er dann sein Studium an der Universität Hamburg fort, u. a. bei Prof. Karl Schiller. 1949 legte er die Diplomprüfung für Volkswirte ab. Im Jahre 1950 erfolgte seine Promotion bei Heinz-Dietrich Ortlieb. Seit 1948 arbeitete Arndt außerdem als Dozent an der Akademie für Gemeinwirtschaft in Hamburg, ab 1951 auch an der Volkshochschule Hamburg. Von 1950 bis 1955 war er wissenschaftlicher Assistent an der Universität Hamburg, wo er sich 1955 habilitierte. Nach weiterer Lehrtätigkeit in Hamburg wurde er 1958 Ordinarius für Volkswirtschaftslehre an der Eberhard-Karls-Universität Tübingen und Direktor des dortigen Instituts für Arbeits- und Sozialpolitik. Mehrere Rufe auf andere Universitäten lehnte er ab. 1981 trat er in den Ruhestand. Bis 1984 lehrte Arndt außerdem an der Württembergischen Verwaltungs- und Wirtschaftsakademie in Stuttgart. Seit 1971/72 gehörte er zu den maßgeblichen Initiatoren des „Stuttgarter Modells“, das zur Gründung der Staatlichen Berufsakademien in Baden-Württemberg führte.
In seinen Forschungen beschäftigte sich Arndt vor allem mit Fragen der Lohnpolitik. Einer seiner Schüler ist Manfred Wulff.

## Veröffentlichungen (Auswahl)
- Die Überwindung der Gesellschaftskrise durch den Neuliberalismus. Eine kritische Untersuchung der Stabilität neuliberaler Ordnungen. Dissertation Universität Hamburg 1950.
- Wohnungsbau und städtische Bodenreform. Hammonia Norddeutsche Verlagsgesellschaft, Hamburg 1950.
- Die Lohnpolitik in einzel- und gesamtwirtschaftlicher Sicht. Ring-Verlag, Stuttgart 1953.
- (Mitautor): Heinz-Dietrich Ortlieb (Hrsg.): Wirtschaftsordnung und Wirtschaftspolitik ohne Dogma. Fünfzehn Vorträge und Aufsätze. Akademie für Gemeinwirtschaft, Hamburg 1954.
- (Mitautor): Erik Boettcher (Hrsg.): Sozialpolitik und Sozialreform. Ein einführendes Lehr- und Handbuch der Sozialpolitik. Mohr, Tübingen 1957.
- Theoretische Grundlagen der Lohnpolitik. Mohr, Tübingen 1957 (Habilitationsschrift Universität Hamburg).
- Lohnpolitik und Stabilisierung. In: Alfred Eugen Ott (Hrsg.): Fragen der wirtschaftlichen Stabilisierung. Ringvorlesung gehalten von Mitgliedern der Wirtschaftswissenschaftlichen Abteilung der Universität Tübingen (= Tübinger wirtschaftswissenschaftliche Abhandlungen, Bd. 3). Mohr, Tübingen 1967, S. 23–36.
- Wirtschaftsstabilität und Lohnpolitik. Über die wirtschaftlichen und sozialen Folgen von Inflationen (= Wirtschaft und Gesellschaft, Bd. 7). Mohr, Tübingen 1973.

Festschrift
- Edwin H. Buchholz (Hrsg.): Grenzen der Planung. Aufsätze zur Sozial- und Wirtschaftsordnung. Mohr, Tübingen 1976, ISBN 3-16-338102-2.